# 2005年沙特阿拉伯市政选举
2005年沙特阿拉伯市政选举是2005年2月10日至4月21日期间，沙特阿拉伯的178个市镇进行的地方选举。本次选举是1960年代以来该国举行的第一次选举，共分为三个阶段：第一阶段为2月10日首都利雅得地方选举，3月3日东部、西南部地区选举为第二阶段，4月21日北方地区选举为第三阶段。
本次选举只有年满21岁的男性有投票权，女性没有投票权。市议员半数成员由选民选出，另外一半由政府任命。

## 选举结果
2005年2月10日，第一轮选举在利雅得地区举行，伊斯兰主义者候选人获得多数支持，赢得了全部7个席位。在沙特最自由的城市吉达，7名获胜者均为保守派宗教学者所支持的候选人。伊斯兰主义者同样赢得了圣城麦加和麦地那的全部席位。在东部地区，3月3日选出了几名非伊斯兰的候选人，什叶派在卡提夫赢下了全部席位，在al-Hasa获得了6个席位中的5个，但在东部地区中心城市达曼、宰赫兰、寇巴尔，虽然当地有大量什叶派人口，逊尼派候选人在原教旨神职人员的帮助下还是赢得了选举。